# SDSグループ
SDSグループは株式会社勝英自動車学校（しょうえいじどうしゃがっこう）が全国展開する自動車教習所のグループ名。運営企業の勝英自動車学校は岡山県勝田郡勝央町に本校を置き、東京都豊島区南大塚に本社を置く。

## 沿革
- 1965年 - 会社設立。
- 2012年7月 - アルピコグループの株式会社東洋観光事業の自動車教習所事業を分割し、SDSグループが買収し株式会社信州ジャパンを設立[2]。
- 2017年11月1日 - 株式会社富士センチュリーモータースクール御殿場校を吸収合併。
- 2020年7月1日 - 株式会社仙南自動車学院より教習所事業の譲渡を受け、宮城事業所・仙南自動車学院を開設。

## SDSグループ企業・事業所
- 株式会社勝英自動車学校
  - 勝英自動車学校（スマートドライバースクール勝英）
  - 川越事業所・古谷自動車教習所（スマートドライバースクール川越）
  - 裾野事業所・富士センチュリーモータースクール・富士センチュリーモータースクール御殿場校
  - 宮城事業所・仙南自動車学院（スマートドライバースクール仙台南）
  - 千葉事業所・上総自動車教習所（スマートドライバースクールかずさ）
  - 太秦事業所・太秦自動車教習所（スマートドライバースクール太秦）
- 株式会社アップル情報通信サービス
  - アップルライセンス予約センター
  - 岡山クレーン学校
- 株式会社小金井自動車学校（スマートドライバースクール小金井）
- 株式会社南横浜自動車学校（スマートドライバースクール南横浜）
- 株式会社所沢中央自動車教習所（スマートドライバースクール所沢中央）
- 株式会社湘南センチュリーモータースクール（スマートドライバースクール湘南）
- 株式会社信州ジャパン
  - 信州松本もとまち自動車学校（スマートドライバースクール信州もとまち）
  - 信州松本つかま自動車学校（スマートドライバースクール松本つかま）
  - 信州塩尻自動車学校（スマートドライバースクール信州塩尻）
  - 岐阜中津川自動車学校（スマートドライバースクール中津川）
- 株式会社膳所自動車教習所
  - ぜぜ自動車教習所（スマートドライバースクールびわ湖）
- 株式会社神戸西インター自動車学校（受け入れ休止）
- 株式会社新神戸ドライヴィングスクール
  - 神戸ドライヴィングスクール（スマートドライバースクール神戸）
  - 西脇自動車教習所（スマートドライバースクール西脇）
  - 相模湖自動車教習所（スマートドライバースクール相模湖）
  - スマートドライバースクール東京多摩
- 株式会社新見自動車教習所（スマートドライバースクール新見）
- ウエストジャパン興業株式会社
  - 備前自動車備前教習所（スマートドライバースクール備前）
  - 備前自動車岡山教習所（スマートドライバースクールビオカ高島キャンパス）
  - 備前自動車岡山教習所北長瀬キャンパス（スマートドライバースクールビオカ北長瀬キャンパス）
- 株式会社倉敷マスカット自動車学校
  - 倉敷マスカット自動車学校・倉敷マスカット大型自動車学校（スマートドライバースクール倉敷）
  - 総社自動車教習所（教習所としては閉校、交通安全教育事業のみ行う）

## 勝英自動車学校
所在地：岡山県勝田郡勝央町平1227-6
岡山県公安委員会指定・公認の指定自動車教習所。通学教習、合宿免許のいずれの方法でも免許取得ができる。

### 取得できる免許
自動車教習所で取得できる全11科目の免許取得が可能な総合自動車学校。
- 普通自動車（MT・AT）
- 普通自動二輪車（普通(400cc)・小型(125cc)）
- 大型自動二輪車
- 大型自動車
- 中型自動車
- 準中型自動車
- 大型特殊自動車
- 牽引自動車
- 普通自動車第二種
- 大型自動車第二種
- 中型自動車第二種

### 岡山クレーン学校
併設の岡山クレーン学校にてクレーン車などの免許取得も可能。
- フォークリフト
- 移動式クレーン
- 小型移動式クレーン
- 玉掛け
- 高所作業車
- 車両系建設機械（整地等・解体用）